# 牛藤果
牛藤果（学名：Stauntonia elliptica）是木通科野木瓜属的植物。分布于印度以及中国大陆的四川、江西、贵州、湖北、湖南、广西、广东、云南等地，生长于海拔250米至1,140米的地区，目前尚未由人工引种栽培。